# Hedysarum nonnae
Hedysarum nonnae là một loài thực vật có hoa trong họ Đậu. Loài này được Roskov miêu tả khoa học đầu tiên.